# Boy Meets World
Boy Meets World (bra: O Mundo é dos Jovens; prt: O Rapaz e o Mundo) é uma série norte-americana criada por Michael Jacobs e April Kelly, que foi ao ar na rede de televisão ABC de 24 de Setembro de 1993 a 5 de Maio de 2000, tendo 7 temporadas e 158 episódios. A série começou a ser exibida no Brasil pelo SBT em 1997, e também foi exibida pelo canal pago Disney Channel. Em 2014, a série completa entrou no catalogo da Netflix Brasil.
O programa narra os eventos cotidianos e as lições de vida de Cory Matthews (Ben Savage) da sua infância até entrar na faculdade. Também apresenta o professor de Cory, George Feeny (William Daniels), seu melhor amigo, Shawn Hunter (Rider Strong), o irmão, Eric (Will Friedle) e o interesse amoroso Topanga (Danielle Fishel). A série também conta com o pai de Cory, Alan (William Russ), a mãe, Amy (Betsy Randle) e a irmã Morgan (Lily Nicksay e Lindsay Ridgeway), enquanto introduz os personagens Angela Moore (Trina McGee-Davis), Rachel McGuire (Maitland Ward), Jonathan Turner (Anthony Tyler Quinn), Eli Williams (Alex Désert) e Jack Hunter (Matthew Lawrence) durante suas temporadas posteriores.

## Elenco
| Ator / Atriz                        | Personagem                | Dublador(a)              |
| ----------------------------------- | ------------------------- | ------------------------ |
| Ben Savage                          | Cory Matthews             | Peterson Adriano         |
| Danielle Fishel                     | Topanga Lawrence-Matthews | Marisa Leal              |
| Rider Strong                        | Shawn Hunter              | Robson Richers (1ª voz)  |
| Rider Strong                        | Shawn Hunter              | Marcos Souza (2ª voz)    |
| Will Friedle                        | Eric Matthews             | Paulo Vignolo            |
| Matthew Lawrence                    | Jack Hunter               | Manolo Rey               |
| Trina McGee-Davis                   | Angela Moore              | Fernanda Crispim         |
| Maitland Ward                       | Rachel McGuire            | Nair Amorim              |
| Lee Norris                          | Stuart Minkus             | Patrick de Oliveira      |
| William Daniels                     | Sr. George Feeny          | Waldyr Sant'anna         |
| Anthony Tyler Quinn                 | Prof. Jonathan Turner     | Ettore Zuim              |
| William Russ                        | Alan Matthews             | Leonardo José            |
| Betsy Randle                        | Amy Matthews              | Teresa Cristina (1ª voz) |
| Betsy Randle                        | Amy Matthews              | Andrea Murucci (2ª voz)  |
| Lily Nicksay (Temporadas 1 e 2)     | Morgan Matthews           | Ana Lúcia Menezes        |
| Lindsay Ridgeway (Temporadas 3 a 7) | Morgan Matthews           | Ana Lúcia Menezes        |
| Alex Désert                         | Eli Williams              | Renato Rosenberg         |

## Enredo

### 1ª Temporada: Ensino Fundamental
A primeira temporada começa com Cory Matthews (Ben Savage) e seu melhor amigo Shawn Hunter (Rider Strong), dois alunos da sexta série. Eles não se importam com o trabalho escolar, apesar dos esforços de seu professor de longa data, George Feeny (William Daniels). Inicialmente, seu principal interesse é o esporte, embora mais tarde Shawn e Cory comecem a expressar interesse pelas garotas. Esta temporada se concentra especifícamente no relacionamento de Cory com os outros personagens do programa. Ele começa a entender mais seus pais e a respeitá-los por tudo o que fazem. Seu relacionamento com seu irmão mais velho, Eric (Will Friedle), se torna confuso, pois a constante obsessão de Eric por meninas é estranha para Cory, e ele se torna mais protetor com sua irmã mais nova, Morgan (Lily Nicksay, desta temporada até o final da segunda temporada). Cory começa a mostrar interesse em Topanga (Danielle Fishel), uma garota de fora da sua classe, embora muitas vezes esconda isso insultando e repreendendo-a. Cory e Topanga se conhecem desde que eram crianças, tornando o romance em seu relacionamento ainda mais previsível. A amizade de Cory e Shawn é testada pela primeira vez e Cory deve frequentemente escolher entre fazer o que Shawn quer que ele faça e fazer o que é melhor para a amizade deles.

### 2ª a 5ª Temporadas: Colegial e Ensino Médio
Durante a segunda temporada, Cory, Topanga e Shawn começam o colegial e conhecem Jonathan Turner (Anthony Tyler Quinn), um professor de inglês não convencional. Embora inicialmente considerem o Sr. Turner legal, eles logo percebem que ele é um professor acima de tudo, o que lhe confere o apelido de "Feeny de brincos", dado por Cory. Durante a segunda temporada, Cory e Shawn tentam várias maneiras de se tornarem populares com seus colegas de classe. Ao fazer isso, eles quase brigam com os valentões da escola e enfrentam problemas com o Sr. Feeny (agora diretor da escola). Eventualmente, embora Shawn se torne mais popular, ele mantém sua estreita amizade com o menos popular Cory. A mãe de Shawn, Virna, deserta seu filho e marido Chet (Blake Clark), o que incomoda bastante Shawn. Chet então sai para encontrar Virna. Depois que isso ocorre, Shawn mora brevemente com Cory e seus pais, mas logo descobre que não é o lugar certo para ele e, logo depois, vai morar com Turner. Cory tenta, em alguns momentos, iniciar um relacionamento com Topanga, mas isso ocorre principalmente porque ele não quer ficar de fora do "jogo de namoro". Percebendo isso, Topanga desconfia de seus avanços e, apesar da atração mútua, os dois não namoram durante esta temporada.
Durante a terceira temporada, Cory finalmente admite que quer convidar Topanga para sair, mas não tem coragem. Consequentemente, seu melhor amigo Shawn a convida para sair. Embora Cory estivesse machucado, ele logo percebeu que Shawn preparou tudo para que ele pudesse unir Cory e Topanga, fazendo Cory confessar seus sentimentos por ela. Ele diz a ela como se sente e eles se tornam um casal. Mais tarde na terceira temporada, Cory e Topanga estão preocupados com o fato de o relacionamento ter entrado em crise e decidem que seria melhor terminar enquanto ainda são capazes de manter a amizade. Eles voltam a se reunir alguns meses depois, quando Cory a segue até a Disney World para reconquistá-la. Eric passa esta temporada tentando desesperadamente compensar seus três primeiros anos de folga na escola. Ele progride, mas não é suficiente; ele não é aceito em nenhuma faculdade ou universidade a partir da graduação no ensino médio. Ele decide então tirar um ano de folga e descobrir as coisas, começando com uma viagem de verão. Depois de descobrir no final da temporada que Cory se sente distante dele, Eric convida Cory para viajar com ele. Shawn quase comete vários erros que mudam sua vida nesta temporada, mas Cory e Turner o ajudam a fazer as escolhas certas. Cory passa por vários testes nesta temporada - desde ser creditado por uma grande ação (que ele não merecia), até ser insistentemente perseguido por outra garota enquanto ele está com Topanga. Às vezes, Cory toma a decisão certa, e às vezes a errada, mas ele aprende com cada uma.
A quarta temporada começa com o retorno de Cory e Eric de sua viagem. Nesta temporada, Eric se vê confrontado com a vida depois do ensino médio. Depois de ter alguns empregos e conhecer pessoas que lhe ensinam lições interessantes, Eric decide retomar o SAT e tentar a faculdade novamente. O patriarca dos Matthews, Alan (William Russ), decide deixar o emprego e abrir uma loja de artigos esportivos com Eric como parceiro. A mãe de Topanga é transferida em seu trabalho para Pittsburgh, a mais de 480 km da Filadélfia. As notícias devastam Cory, mas Topanga foge de sua nova casa e volta para a Filadélfia. Os pais de Topanga decidem que ela pode viver com tia Prudence (Olivia Hussey) na Filadélfia até que ela se forme. A mãe de Shawn retorna por um breve período, mas depois sai novamente em circunstâncias desconhecidas em algum momento entre a temporada 4 e a temporada 6. Mais tarde, naquele ano escolar, Turner sofre um grave acidente de moto no qual quase morre. 
Na quinta temporada, Eric sai da casa de seus pais e começa a faculdade na fictícia Universidade Pennbrook. Ele se muda para um apartamento com Jack (Matthew Lawrence), que acaba por ser meio-irmão de Shawn. Shawn mostra claramente seu ódio por Jack e se recusa a morar com ele, porque estava chateado por Jack nunca ligar ou saber se Shawn e seu pai estavam bem (Shawn finalmente descobre que Jack nunca recebeu nenhuma das cartas de Shawn, ou ele teria venha vê-lo imediatamente). No entanto, depois de ser convencido por seu pai e outros ao seu redor, Shawn vai morar com eles, mas descobre que não tem nada em comum com Jack, o que causa muita tensão. Uma nova aluna, Angela (Trina McGee), se muda para a Filadélfia e começa a namorar Shawn. Nas férias de inverno, os alunos esquiam em uma viagem escolar. Cory torce o tornozelo e Lauren (Linda Cardellini), uma funcionária da estação de esqui, cuida dele. Os dois se beijam, mas Cory mente para Topanga. Quando Topanga descobre que ele mentiu, eles terminam. Cory, chateado com o rompimento, fica bêbado e é preso, junto com Shawn. Os dois concordam em nunca mais beber, mas Shawn quebra a promessa e aparece bêbado na escola. Com a ajuda de Angela e Jack, Shawn percebe que o alcoolismo ocorre em sua família e que ele precisa parar de beber.
Topanga perdoa Cory depois de encontrar seu próprio beijo com um velho amigo da escola. Ela percebe que nenhum beijo significa mais do que os que ela compartilha com Cory. Cory e Topanga se reúnem e participam do baile juntos, onde são chamados de Rei e Rainha. Na noite do baile, a mãe de Cory, Amy (Betsy Randle), anuncia que está grávida. O Sr. Feeny decide se aposentar no final do ano letivo e se mudar para Wyoming; no entanto, ele logo desiste da aposentadoria e volta a ensinar. Topanga é aceita em Yale, mas Cory não quer que ela o deixe. Na graduação, Topanga diz a Cory que ela decidiu não ir para Yale porque quer ficar com ele; então ela o pede em casamento. Os pais do casal estão chateados por terem ficado noivos tão jovens, mas Cory e Topanga decidem fugir. No entanto, no último minuto, eles decidem que querem se casar "do jeito certo", junto com familiares e amigos.

### 6ª e 7ª Temporadas: Faculdade
Shawn, Cory, Topanga e Angela se juntam a Jack e Eric em Pennbrook. Rachel McGuire (Maitland Ward), uma nova aluna do Texas, vai morar com Eric e Jack, causando tensão, já que os dois garotos ficam a fim dela. Angela e Shawn terminam devido a sua alegação de que devem conhecer novas pessoas e, apesar dos esforços de Cory, decidem permanecer apenas amigos. Eles finalmente são reunidos pelo pai de Angela durante sua visita à faculdade, recrutando estudantes para o seu programa de treinamento básico no exército (R.O.T.C.). Feeny volta a frequentar algumas aulas, mas depois recebe um emprego de professor na universidade. Durante seu primeiro ano, Stuart (interpretado pelo irmão mais velho de Ben Savage, Fred Savage), um de seus professores, faz avanços sexuais inapropriados - e indesejados - em relação a Topanga, fazendo com que Cory o empurre através de uma porta de vidro. Cory é suspenso, mas apenas por um dia; a reitora (Bonnie Bartlett) acredita que Stuart passou dos limites. O Sr. Feeny e a Reitora acabam adquirindo sentimentos um pelo outro e começam a namorar.
Cory e Topanga enfrentam um grande obstáculo em seus planos de casamento quando os pais de Topanga se divorciam e ela decide cancelar o casamento. Ela termina completamente com Cory e diz a ele que não acredita em amor. Topanga está convencida de que está fazendo o que é melhor para si e para Cory até que sua mãe explique tudo e diga a ela que o amor vale o risco.
Chet morre de ataque cardíaco e Jack reage admitindo seus sentimentos por Rachel. Eles começam a namorar, o que causa problemas entre Jack e Eric. Arrasado, Eric decide sair do apartamento para não atrapalhar Jack e Rachel e depois dorme no carro do Sr. Feeny. Shawn faz uma viagem para lidar com a morte de seu pai, dizendo que não voltará. Ele retorna, no entanto, quando o novo bebê Matthews, Joshua, nasce prematuramente e tem uma pequena chance de sobrevivência. Shawn recebe uma carta de sua mãe, confessando que ela não é sua mãe biológica. Shawn, sem sucesso, procura sua mãe biológica. Alan oferece a adoção de Shawn, mas ele decide que não era necessário, porque Shawn sabe que ele já faz parte da família.
Shawn e Cory têm desafios em seu relacionamento ao longo da temporada, inclusive no dia do casamento de Cory. Shawn admite que ele não é mais o melhor amigo de Cory e o entrega a Topanga. Apesar disso, a amizade deles permanece intacta, mas Topanga às vezes se sente excluída. Cory e Topanga se casam e se mudam para um apartamento velho para casais no campus. Eles brigam por um tempo, se perguntando por que Alan e Amy se recusam a ajudá-los, mas Alan, mais tarde, admite que ele não queria privá-los da alegria e do vínculo que advém da construção de uma vida juntos quando você é novo no casamento. Eles acabam por criando um lar maravilhoso e percebem que são capazes de fazer as coisas sozinhos como um casal. O grupo está crescendo e eles precisam começar a pensar no que fazer com suas vidas. Em um episódio, os amigos mais novos se envolvem em uma guerra de brincadeiras com os originais (Jack, Rachel e Angela vs. Cory, Shawn e Topanga), que acaba resultando em uma brincadeira de mau gosto que expõe um segredo muito íntimo de Rachel. Os amigos quase se separam por causa disso, até que Eric e o Sr. Feeny intervêm lembrando-os da importância de seus relacionamentos e, como resultado, todos fazem as pazes.
No final da série, Cory, Topanga, Shawn e Eric vão para Nova York, onde Topanga recebeu o estágio dos sonhos em um escritório de advocacia. Angela decide se mudar para o exterior com seu pai, e Jack e Rachel se juntam ao Corpo de Paz na Guatemala. A cena final faz com que Cory, Topanga e Shawn tenham uma reunião final com o Sr. Feeny na antiga sala de aula da sexta série, junto com Eric, com cada um dizendo a ele o quão importante ele é em suas vidas e irão amar um ao outro para sempre.

## Girl Meets World (Spin-off)
A série teve um spin-off chamado Girl Meets World que estreou em 17 de junho de 2014 no Disney Channel nos Estados Unidos. Em Portugal estreou em 23 de janeiro de 2015 e no Brasil estreou em 13 de setembro de 2014. A sequência se passa em Nova York e conta a história de Riley Matthews (Rowan Blanchard), filha de Cory e Topanga, enquanto ela navega pelos desafios de sua adolescência. Michael Jacobs retornou como showrunner, enquanto Ben Savage e Danielle Fishel reprisaram seus papéis como Cory e Topanga, respectivamente. Sabrina Carpenter, natural da Filadélfia, interpretou a melhor amiga de Riley, Maya Hart e August Maturo interpretou o irmão mais novo de Riley, Auggie Matthews. Vários membros do elenco de O Mundo é dos Jovens apareceram em papéis recorrentes. Em destaque: Rider Strong (Shawn Hunter), Will Friedle (Eric Matthews), Danny McNulty (Harley Keiner), Lee Norris (Stuart Minkus) e William Daniels (Feeny).  Teve três temporadas antes de ser cancelada em 2017.

## Lançamentos em DVD
As três primeiras temporadas foram lançadas em DVD pela Buena Vista Home Entertainment. A quarta temporada estava programada para ser lançada a 10 de janeiro de 2006, mas foi cancelada devido às baixas vendagens dos DVDs das temporadas anteriores. Em 4 de Agosto de 2010, a Lionsgate Home Entertainment anunciou a compra dos direitos da série e em 7 de Setembro de 2010 lançaram os re-releases das três primeiras temporadas. Em 2013, a Lionsgate lançou o box com a série completa.
| Nome                        | Episódios | Data de Lançamento     | Informações adicionais                                                      |
| --------------------------- | --------- | ---------------------- | --------------------------------------------------------------------------- |
| The Complete First Season   | 22        | 24 de Agosto de 2004   | Comentários do elenco (em áudio) em 4 episódios + episódio da 4ª temporada. |
| The Complete Second Season  | 23        | 23 de Novembro de 2004 | Comentários do elenco e equipe (em áudio).                                  |
| The Complete Third Season   | 22        | 23 de Agosto de 2005   | Quiz "World According to Boy".                                              |
| The Complete Fourth Season  | 22        | 7 de Dezembro de 2010  | Não foi anunciado                                                           |
| The Complete Fifth Season   | 24        | 3 de Maio de 2011      |                                                                             |
| The Complete Sixth Season   | 22        | 5 de Julho de 2011     |                                                                             |
| The Complete Seventh Season | 23        | 4 de Outubro de 2011   |                                                                             |
| The Complete Collection     | 158       | 5 de Novembro de 2013  | De Volta o Inicio, Comentários do elenco, Erros de Gravação (Disco Bônus)   |